# International Plus, Advanced and Challenge Convention

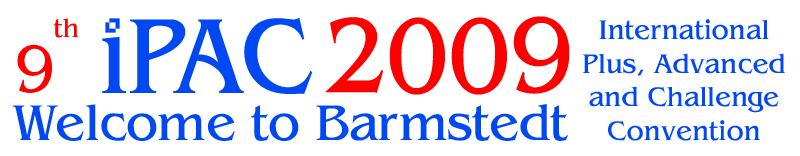
Logo der iPAC 2009

Die International Plus, Advanced and Challenge Convention (iPAC) ist eine internationale Square-Dance-Veranstaltung. 
Sie findet seit 1993 im Abstand von zwei Jahren in Barmstedt am ersten Wochenende nach Beginn der Schulferien in Schleswig-Holstein statt. Auf dem Festival sind außer Mainstream alle Square-Dance-Programme von Plus bis C4 vertreten. 
Gründer der Veranstaltung ist Steffen Mauring aus Pinneberg. Er organisiert die iPAC gemeinsam mit dem Square-Dance-Club Percolators Germany e.V. Das Festival umfasst acht Tanzhallen, die von der Stadt Barmstedt bereitgestellt werden.
An der 11. iPAC im Juni 2013 haben 941 Tänzer aus 16 Ländern teilgenommen.